# Knjige u 1998.
◄◄ | ◄ | 1995. | 1996. | 1997. | 1998.  | 1999. | 2000. | 2001. | ► | ►►
Arhitektura • Astronautika • Astronomija • Biologija • Film • Fotografija • Glazba • Kazalište • Kemija • Kiparstvo • Knjige • Književnost • Kršćanstvo • Meteorologija • Medicina • Planinarstvo • Politika • Pravo • Promet • Slikarstvo • Strip • Šport • Televizija • Znanost • Zrakoplovstvo • Željeznički promet
Knjige u 1998.

## Hrvatska i u Hrvata
- Canzone di guerra, Daša Drndić. Nakladnik: Meandar. Broj stranica: 161. Beletristika. ISBN 953-618-192-4

## Vanjske poveznice
|  | Zajednički poslužitelj ima još gradiva o temi Knjige iz 1998. |